# Гай Фонтей Капитон (консул 33 пр.н.е.)
Вижте пояснителната страница за други личности с името Гай Фонтей Капитон.
Гай Фонтей Капитон (на латински: Gaius Fonteius Capito) e политик на късната Римска република.
Той е от 1 май 33 пр.н.е. суфектконсул. Неговият син Гай Фонтей Капитон e консул през 12 г. с Германик.